# Distrito de Chacabamba
El distrito peruano de Chacabamba es uno de los ocho distritos de la provincia de Yarowilca, en el departamento de Huánuco, bajo la administración del Gobierno Regional de Huánuco.  Limita por el norte con el Distrito de Cahuac; por el este con el Distrito de Choras; y, por el sur y por el oeste con la Provincia de Lauricocha.
Desde el punto de vista jerárquico de la Iglesia católica forma parte de la diócesis de Huánuco, sufragánea de la arquidiócesis de Huancayo.
Se le conoce como La perla del Marañón.

## Historia
Fue creado mediante Ley n.º 343 del 6 de septiembre de 1920, en el gobierno del Presidente Augusto Leguía.

## Geografía
Se encuentra en la margen izquierda de los contrafuertes del río Marañón.

## División administrativa

### Centros poblados
- Urbanos
  - Chacabamba, con 687 hab.
- Rurales
  - Chaynas, con 288 hab.
  - Llicupampa, con 210 hab.
  - Puyac, con 280 hab.
  - San Juan de Miraflores, con 250 hab.
  - Shulluyaco, con 474 hab.

## Capital
Es el poblado homónimo, a 3 199 m s. n. m. en la margen izquierda del río Marañón.

### Municipales
- 2023 - 2026:
  - Alcalde: Berrios Esteban Josfat Josue, del Movimiento Independiente Regional Mi Buen Vecino.
  - Regidores: Matías Soto Silvia Olinda  (Movimiento Independiente Regional Mi Buen Vecino), Pérez Mendoza Americo (Movimiento Independiente Regional Mi Buen Vecino), Santos Berrios Nancy (Movimiento Independiente Regional Mi Buen Vecino), Espinoza Mato Juan de la Cruz (Movimiento Independiente Regional Mi Buen Vecino), Santos Aguirre Elida Alcida - Reemplaza a: LEONIDES CUEVA ACCILIO , con expediente: JNE.2023001797 (Avanza país).

#### Alcaldes Anteriores
- 2019- 2022:
- 2015 - 2018:
- 2011 - 2014[2]
  - Alcalde: Auberto Matías Ramos, del Frente Amplio Regional (FAR).
  - Regidores: Macedonio Cipriano Tucto (FAR), Eleoterio Solórzano Aguirre (FAR), Elmer Liberato Berrios (FAR), Rosalbina Juipa Tucto (FAR), Silverio Godoy Hurtado (Nuevos Surcos 2006).[3]
- 2007 - 2010: Vidal Figueroa Soto.

### Policiales
- Comisario:  PNP.

COMANDANTE DEL PERU

### Religiosas
- Diócesis de Huánuco[4]
  - Obispo: Mons. Jaime Rodríguez Salazar, MCCJ.
- Parroquia
  - Párroco: Pbro.

## Galería
- Wikimedia Commons alberga una categoría multimedia sobre Distrito de Chacabamba.